# Allium warzobicum
Allium warzobicum är en amaryllisväxtart som beskrevs av Rudolf V. Kamelin. Allium warzobicum ingår i släktet lökar, och familjen amaryllisväxter. Inga underarter finns listade i Catalogue of Life.